# Phanus
Phanus is een geslacht van vlinders van de familie dikkopjes (Hesperiidae), uit de onderfamilie Eudaminae.

## Soorten
- P. australis Miller, 1965
- P. marshallii (Kirby, 1880)
- P. obscurior Kaye, 1924
- P. rilma Evans, 1952
- P. vitreus (Stoll, 1781)